# Saison 2020-2021 des Hawks d'Atlanta
La saison 2020-2021 des Hawks d'Atlanta est la 71e saison de la franchise en National Basketball Association (NBA) et la 53e saison dans la ville d’Atlanta.
Durant l'intersaison, les Hawks enregistrent les arrivées de joueurs vétérans comme Rajon Rondo, Danilo Gallinari et Bogdan Bogdanović pour compléter l'effectif. Le 1er mars 2021, l’entraîneur principal Lloyd Pierce est limogé après un début de saison au bilan de 14-20 et remplacé par Nate McMillan, qui est promu comme entraîneur intérimaire jusqu'à la fin de la saison.
Le 12 mai, les Hawks se qualifient pour les playoffs, mettant fin à leur disette de quatre ans. Le 15 mai, la franchise remporte le titre de la division Sud-Est, le premier depuis 2015 et se classe à la 5e place de la conférence Est.
Les Hawks remportent le premier tour des playoffs face aux Knicks de New York en cinq matchs. Puis, les Hawks ont renversé le leader de la conférence Est, les 76ers de Philadelphie, en sept matchs lors des demi-finales de conférence. La franchise retourne alors en finale de conférence, une première depuis 2015. Cependant, leur campagne de playoffs s'arrête dans cette série face aux Bucks de Milwaukee au terme de six matchs, équipe entraînée par leur ancien entraîneur Mike Budenholzer qui avait mené les Hawks à ce stade de la compétition en 2015.

## Draft
| Tour | Choix | Joueur         | Poste | Nationalité | Provenance    |
| ---- | ----- | -------------- | ----- | ----------- | ------------- |
| 1    | 6     | Onyeka Okongwu | PF    | États-Unis  | Trojans d'USC |
| 2    | 50    | Skylar Mays    | PG/SG | États-Unis  | Tigers de LSU |

## Matchs

### Pré-saison
| Pré-saison Total: 2-2 (Domicile : 1-1; Extérieur : 1-1) |

| Match | Date match  | Équipe    | Score     | Meilleur marqueur     | Meilleur rebondeur | Meilleur passeur      | Lieux            | Série |
| ----- | ----------- | --------- | --------- | --------------------- | ------------------ | --------------------- | ---------------- | ----- |
| 1     | 11 décembre | Orlando   | D 112-116 | De'Andre Hunter (18)  | Clint Capela (14)  | Trae Young (6)        | State Farm Arena | 0 - 1 |
| 2     | 12 décembre | Orlando   | V 116-107 | Trae Young (21)       | Clint Capela (12)  | Trae Young (7)        | State Farm Arena | 1 - 1 |
| 3     | 17 décembre | @ Memphis | D 106-128 | De'Andre Hunter (22)  | Clint Capela (9)   | Rajon Rondo (7)       | FedExForum       | 1 - 2 |
| 4     | 19 décembre | @ Memphis | V 117-116 | Danilo Gallinari (19) | Clint Capela (7)   | Bogdan Bogdanović (7) | FedExForum       | 2 - 2 |

### Saison régulière
| Saison régulière Total: 41-31 (Domicile : 25-11; Extérieur : 16-20) |

| Match | Date match  | Équipe     | Score     | Meilleur marqueur   | Meilleur rebondeur       | Meilleur passeur | Lieux            | Série |
| ----- | ----------- | ---------- | --------- | ------------------- | ------------------------ | ---------------- | ---------------- | ----- |
| 1     | 23 décembre | @ Chicago  | V 124-104 | Trae Young (37)     | Bogdanović, Fernando (7) | Trae Young (7)   | United Center    | 1 - 0 |
| 2     | 26 décembre | @ Memphis  | V 122-112 | Trae Young (36)     | De'Andre Hunter (11)     | Trae Young (9)   | FedExForum       | 2 - 0 |
| 3     | 28 décembre | Détroit    | V 128-120 | Trae Young (29)     | Clint Capela (9)         | Rajon Rondo (8)  | State Farm Arena | 3 - 0 |
| 4     | 30 décembre | @ Brooklyn | D 141-145 | Collins, Young (30) | Clint Capela (12)        | Trae Young (11)  | Barclays Center  | 3 - 1 |

| Match                                                                                      | Date match  | Équipe        | Score          | Meilleur marqueur    | Meilleur rebondeur | Meilleur passeur  | Lieux                   | Série  |
| ------------------------------------------------------------------------------------------ | ----------- | ------------- | -------------- | -------------------- | ------------------ | ----------------- | ----------------------- | ------ |
| 5                                                                                          | 1er janvier | @ Brooklyn    | V 114-96       | De'Andre Hunter (23) | Clint Capela (11)  | Trae Young (7)    | Barclays Center         | 4 - 1  |
| 6                                                                                          | 2 janvier   | Cleveland     | D 91-96        | De'Andre Hunter (17) | Clint Capela (16)  | Trae Young (10)   | State Farm Arena        | 4 - 2  |
| 7                                                                                          | 4 janvier   | New York      | D 108-113      | Trae Young (31)      | Clint Capela (12)  | Trae Young (14)   | State Farm Arena        | 4 - 3  |
| 8                                                                                          | 6 janvier   | Charlotte     | D 94-102       | John Collins (23)    | Clint Capela (19)  | Kevin Huerter (6) | State Farm Arena        | 4 - 4  |
| 9                                                                                          | 9 janvier   | @ Charlotte   | D 105-113      | Cam Reddish (21)     | Clint Capela (13)  | Trae Young (10)   | Spectrum Center         | 4 - 5  |
| 10                                                                                         | 11 janvier  | Philadelphie  | V 112-94       | Trae Young (26)      | Clint Capela (11)  | Trae Young (8)    | State Farm Arena        | 5 - 5  |
| -                                                                                          | 13 janvier  | @ Phoenix     | Reporté*       | Reporté*             | Reporté*           | Reporté*          | PHX Arena               | -      |
| 11                                                                                         | 15 janvier  | @ Utah        | D 92-116       | Cam Reddish (20)     | Clint Capela (11)  | Trae Young (7)    | Vivint Smart Home Arena | 5 - 6  |
| 12                                                                                         | 16 janvier  | @ Portland    | D 106-112      | Trae Young (26)      | Clint Capela (15)  | Trae Young (11)   | Moda Center             | 5 - 7  |
| 13                                                                                         | 18 janvier  | Minnesota     | V 108-97       | De'Andre Hunter (25) | Clint Capela (15)  | Trae Young (13)   | State Farm Arena        | 6 - 7  |
| 14                                                                                         | 20 janvier  | Détroit       | V 123-115 (OT) | Trae Young (38)      | Clint Capela (26)  | Trae Young (10)   | State Farm Arena        | 7 - 7  |
| 15                                                                                         | 22 janvier  | @ Minnesota   | V 116-98       | Trae Young (43)      | Clint Capela (19)  | Rajon Rondo (6)   | Target Center           | 8 - 7  |
| 16                                                                                         | 24 janvier  | @ Milwaukee   | D 115-129      | De'Andre Hunter (33) | John Collins (7)   | Rajon Rondo (7)   | Fiserv Forum            | 8 - 8  |
| 17                                                                                         | 26 janvier  | L.A. Clippers | V 108-99       | Trae Young (38)      | Clint Capela (18)  | Trae Young (5)    | State Farm Arena        | 9 - 8  |
| 18                                                                                         | 27 janvier  | Brooklyn      | D 128-132 (OT) | Trae Young (28)      | Clint Capela (11)  | Trae Young (14)   | State Farm Arena        | 9 - 9  |
| 19                                                                                         | 29 janvier  | @ Washington  | V 116-100      | Trae Young (41)      | Clint Capela (14)  | Trae Young (5)    | Capital One Arena       | 10 - 9 |
| * Le match a été reporté à la suite du protocole sanitaire de la ligue contre la covid-19. |             |               |                |                      |                    |                   |                         |        |

| Match | Date match  | Équipe          | Score     | Meilleur marqueur     | Meilleur rebondeur   | Meilleur passeur   | Lieux                      | Série   |
| ----- | ----------- | --------------- | --------- | --------------------- | -------------------- | ------------------ | -------------------------- | ------- |
| 20    | 1er février | L.A. Lakers     | D 99-107  | Trae Young (25)       | Clint Capela (13)    | Trae Young (16)    | State Farm Arena           | 10 - 10 |
| 21    | 3 février   | Dallas          | D 116-122 | John Collins (35)     | Clint Capela (13)    | Kevin Huerter (10) | State Farm Arena           | 10 - 11 |
| 22    | 4 février   | Utah            | D 91-112  | John Collins (17)     | Clint Capela (17)    | Rajon Rondo (8)    | State Farm Arena           | 10 - 12 |
| 23    | 6 février   | Toronto         | V 132-121 | Trae Young (28)       | Clint Capela (16)    | Trae Young (13)    | State Farm Arena           | 11 - 12 |
| 24    | 10 février  | @ Dallas        | D 117-118 | John Collins (33)     | Collins, Huerter (8) | Trae Young (15)    | American Airlines Center   | 11 - 13 |
| 25    | 12 février  | San Antonio     | D 114-125 | Trae Young (25)       | Clint Capela (11)    | Kevin Huerter (4)  | State Farm Arena           | 11 - 14 |
| 26    | 13 février  | Indiana         | D 113-125 | Clint Capela (24)     | Clint Capela (10)    | Trae Young (14)    | State Farm Arena           | 11 - 15 |
| 27    | 15 février  | @ New York      | D 112-123 | Trae Young (23)       | Clint Capela (18)    | Trae Young (8)     | Madison Square Garden      | 11 - 16 |
| 28    | 17 février  | @ Boston        | V 122-114 | Trae Young (40)       | Clint Capela (13)    | Trae Young (8)     | TD Garden                  | 12 - 16 |
| 29    | 19 février  | @ Boston        | D 109-121 | Trae Young (31)       | Clint Capela (15)    | Trae Young (11)    | TD Garden                  | 12 - 17 |
| 30    | 21 février  | Denver          | V 123-115 | Trae Young (35)       | John Collins (11)    | Trae Young (15)    | State Farm Arena           | 13 - 17 |
| 31    | 23 février  | @ Cleveland     | D 111-112 | Trae Young (28)       | Clint Capela (16)    | Trae Young (12)    | Rocket Mortgage FieldHouse | 13 - 18 |
| 32    | 24 février  | Boston          | V 127-112 | Danilo Gallinari (38) | John Collins (11)    | Trae Young (7)     | State Farm Arena           | 14 - 18 |
| 33    | 26 février  | @ Oklahoma City | D 109-118 | John Collins (25)     | Clint Capela (21)    | Trae Young (8)     | Chesapeake Energy Arena    | 14 - 19 |
| 34    | 28 février  | @ Miami         | D 99-109  | John Collins (34)     | Clint Capela (14)    | Trae Young (9)     | American Airlines Arena    | 14 - 20 |

| Match                  | Date match | Équipe          | Score     | Meilleur marqueur      | Meilleur rebondeur     | Meilleur passeur | Lieux                   | Série   |
| ---------------------- | ---------- | --------------- | --------- | ---------------------- | ---------------------- | ---------------- | ----------------------- | ------- |
| 35                     | 2 mars     | @ Miami         | V 94-80   | Trae Young (18)        | Clint Capela (17)      | Trae Young (10)  | American Airlines Arena | 15 - 20 |
| 36                     | 3 mars     | @ Orlando       | V 115-112 | Trae Young (32)        | Collins, Gallinari (9) | Trae Young (8)   | Amway Center            | 16 - 20 |
| NBA All-Star Game 2021 |            |                 |           |                        |                        |                  |                         |         |
| 37                     | 11 mars    | @ Toronto       | V 121-120 | Trae Young (37)        | Clint Capela (19)      | Trae Young (6)   | Amalie Arena            | 17 - 20 |
| 38                     | 13 mars    | Sacramento      | V 121-106 | Trae Young (28)        | Clint Capela (14)      | Trae Young (9)   | State Farm Arena        | 18 - 20 |
| 39                     | 14 mars    | Cleveland       | V 100-82  | John Collins (22)      | John Collins (12)      | Trae Young (6)   | State Farm Arena        | 19 - 20 |
| 40                     | 16 mars    | @ Houston       | V 119-107 | Danilo Gallinari (29)  | John Collins (10)      | Trae Young (14)  | State Farm Arena        | 20 - 20 |
| 41                     | 18 mars    | Oklahoma City   | V 116-93  | Trae Young (23)        | Danilo Gallinari (9)   | Trae Young (9)   | Toyota Center           | 21 - 20 |
| 42                     | 20 mars    | @ L.A. Lakers   | V 99-94   | John Collins (27)      | Capela, Collins (16)   | Trae Young (11)  | Staples Center          | 22 - 20 |
| 43                     | 22 mars    | @ L.A. Clippers | D 110-119 | Trae Young (28)        | Clint Capela (14)      | Trae Young (8)   | Staples Center          | 22 - 21 |
| 44                     | 24 mars    | @ Sacramento    | D 108-110 | Trae Young (29)        | Clint Capela (17)      | Trae Young (9)   | Golden 1 Center         | 22 - 22 |
| 45                     | 26 mars    | @ Golden State  | V 124-108 | John Collins (38)      | Clint Capela (15)      | Trae Young (15)  | Chase Center            | 23 - 22 |
| 46                     | 28 mars    | @ Denver        | D 102-126 | Trae Young (21)        | Clint Capela (8)       | Trae Young (7)   | Ball Arena              | 23 - 23 |
| 47                     | 30 mars    | @ Phoenix       | D 110-117 | Bogdan Bogdanović (22) | Clint Capela (16)      | Trae Young (13)  | PHX Arena               | 23 - 24 |

| Match | Date match | Équipe                | Score           | Meilleur marqueur      | Meilleur rebondeur   | Meilleur passeur      | Lieux                 | Série   |
| ----- | ---------- | --------------------- | --------------- | ---------------------- | -------------------- | --------------------- | --------------------- | ------- |
| 48    | 1er avril  | @ San Antonio         | V 134-129 (2OT) | Clint Capela (28)      | Clint Capela (17)    | Trae Young (12)       | AT&T Center           | 24 - 24 |
| 49    | 2 avril    | @ La Nouvelle-Orléans | V 126-103       | Bogdan Bogdanović (26) | Clint Capela (10)    | Louis Williams (8)    | Smoothie King Center  | 25 - 24 |
| 50    | 4 avril    | Golden State          | V 117-111       | Danilo Gallinari (25)  | Clint Capela (18)    | Bogdan Bogdanović (5) | State Farm Arena      | 26 - 24 |
| 51    | 6 avril    | La Nouvelle-Orléans   | V 123-107       | Trae Young (30)        | Clint Capela (12)    | Trae Young (12)       | State Farm Arena      | 27 - 24 |
| 52    | 7 avril    | Memphis               | D 113-131       | Bogdan Bogdanović (24) | Onyeka Okongwu (11)  | Trae Young (11)       | State Farm Arena      | 27 - 25 |
| 53    | 9 avril    | Chicago               | V 120-108       | Trae Young (42)        | Clint Capela (10)    | Trae Young (9)        | State Farm Arena      | 28 - 25 |
| 54    | 11 avril   | @ Charlotte           | V 105-101       | Bogdan Bogdanović (32) | Clint Capela (15)    | Brandon Goodwin (8)   | Spectrum Center       | 29 - 25 |
| 55    | 13 avril   | @ Toronto             | V 108-103       | Bogdan Bogdanović (23) | Clint Capela (21)    | Louis Williams (5)    | Amalie Arena          | 30 - 25 |
| 56    | 15 avril   | Milwaukee             | D 109-120       | Bogdan Bogdanović (28) | Clint Capela (16)    | Trae Young (9)        | State Farm Arena      | 30 - 26 |
| 57    | 18 avril   | Indiana               | V 129-117       | Trae Young (34)        | Clint Capela (24)    | Trae Young (11)       | State Farm Arena      | 31 - 26 |
| 58    | 20 avril   | Orlando               | V 112-96        | Trae Young (25)        | Clint Capela (19)    | Trae Young (7)        | State Farm Arena      | 32 - 26 |
| 59    | 21 avril   | @ New York            | D 127-137 (OT)  | Clint Capela (25)      | Clint Capela (22)    | Trae Young (14)       | Madison Square Garden | 32 - 27 |
| 60    | 23 avril   | Miami                 | V 118-103       | Bogdan Bogdanović (21) | John Collins (8)     | Bogdan Bogdanović (8) | State Farm Arena      | 33 - 27 |
| 61    | 25 avril   | Milwaukee             | V 111-104       | Bogdan Bogdanović (32) | Clint Capela (14)    | Louis Williams (6)    | State Farm Arena      | 34 - 27 |
| 62    | 26 avril   | @ Détroit             | D 86-100        | Bogdan Bogdanović (17) | Clint Capela (15)    | Brandon Goodwin (7)   | Little Caesars Arena  | 34 - 28 |
| 63    | 28 avril   | @ Philadelphie        | D 83-127        | John Collins (21)      | Capela, Williams (8) | Louis Williams (5)    | Wells Fargo           | 34 - 29 |
| 64    | 30 avril   | @ Philadelphie        | D 104-126       | Trae Young (32)        | Clint Capela (15)    | Trae Young (4)        | Wells Fargo           | 34 - 30 |

| Match | Date match | Équipe     | Score     | Meilleur marqueur      | Meilleur rebondeur  | Meilleur passeur | Lieux                   | Série   |
| ----- | ---------- | ---------- | --------- | ---------------------- | ------------------- | ---------------- | ----------------------- | ------- |
| 65    | 1er mai    | Chicago    | V 108-97  | Trae Young (33)        | Clint Capela (11)   | Trae Young (7)   | State Farm Arena        | 35 - 30 |
| 66    | 3 mai      | Portland   | V 123-114 | Danilo Gallinari (28)  | Clint Capela (10)   | Trae Young (11)  | State Farm Arena        | 36 - 30 |
| 67    | 5 mai      | Phoenix    | V 135-103 | Clint Capela (18)      | Clint Capela (10)   | Trae Young (12)  | State Farm Arena        | 37 - 30 |
| 68    | 6 mai      | @ Indiana  | D 126-133 | Trae Young (30)        | Clint Capela (9)    | Trae Young (10)  | Bankers Life Fieldhouse | 37 - 31 |
| 69    | 10 mai     | Washington | V 125-124 | Trae Young (36)        | Clint Capela (22)   | Trae Young (9)   | State Farm Arena        | 38 - 31 |
| 70    | 12 mai     | Washington | V 120-116 | Trae Young (33)        | Clint Capela (11)   | Trae Young (9)   | State Farm Arena        | 39 - 31 |
| 71    | 13 mai     | Orlando    | V 116-93  | Bogdan Bogdanović (27) | Clint Capela (14)   | Trae Young (7)   | State Farm Arena        | 40 - 31 |
| 72    | 16 mai     | Houston    | V 124-95  | Onyeka Okongwu (21)    | Onyeka Okongwu (15) | Trae Young (9)   | State Farm Arena        | 41 - 31 |

### Playoffs
| Playoffs Total: 10-8 (Domicile : 4-4; Extérieur : 6-4) |

| Match | Date match | Équipe     | Score     | Meilleur marqueur | Meilleur rebondeur | Meilleur passeur | Lieux                 | Série |
| ----- | ---------- | ---------- | --------- | ----------------- | ------------------ | ---------------- | --------------------- | ----- |
| 1     | 23 mai     | @ New York | V 107-105 | Trae Young (32)   | Clint Capela (13)  | Trae Young (10)  | Madison Square Garden | 1 - 0 |
| 2     | 26 mai     | @ New York | D 92-101  | Trae Young (30)   | Clint Capela (12)  | Trae Young (7)   | Madison Square Garden | 1 - 1 |
| 3     | 28 mai     | New York   | V 105-94  | Trae Young (21)   | Clint Capela (12)  | Trae Young (14)  | State Farm Arena      | 2 - 1 |
| 4     | 30 mai     | New York   | V 113-96  | Trae Young (27)   | Clint Capela (15)  | Trae Young (9)   | State Farm Arena      | 3 - 1 |
| 5     | 2 juin     | @ New York | V 103-89  | Trae Young (36)   | Clint Capela (15)  | Trae Young (9)   | Madison Square Garden | 4 - 1 |

| Match | Date match | Équipe         | Score     | Meilleur marqueur     | Meilleur rebondeur   | Meilleur passeur | Lieux              | Série |
| ----- | ---------- | -------------- | --------- | --------------------- | -------------------- | ---------------- | ------------------ | ----- |
| 1     | 6 juin     | @ Philadelphie | V 128-124 | Trae Young (35)       | Clint Capela (10)    | Trae Young (10)  | Wells Fargo Center | 1 - 0 |
| 2     | 8 juin     | @ Philadelphie | D 102-118 | Gallinari, Young (21) | John Collins (10)    | Trae Young (11)  | Wells Fargo Center | 1 - 1 |
| 3     | 11 juin    | Philadelphie   | D 111-127 | Trae Young (28)       | Clint Capela (16)    | Trae Young (8)   | State Farm Arena   | 1 - 2 |
| 4     | 14 juin    | Philadelphie   | V 103-100 | Trae Young (25)       | Clint Capela (13)    | Trae Young (18)  | State Farm Arena   | 2 - 2 |
| 5     | 16 juin    | @ Philadelphie | V 109-106 | Trae Young (39)       | John Collins (11)    | Trae Young (7)   | Wells Fargo Center | 3 - 2 |
| 6     | 18 juin    | Philadelphie   | D 99-104  | Trae Young (34)       | Capela, Huerter (11) | Trae Young (12)  | State Farm Arena   | 3 - 3 |
| 7     | 20 juin    | @ Philadelphie | V 103-96  | Kevin Huerter (27)    | John Collins (16)    | Trae Young (10)  | Wells Fargo Center | 4 - 3 |

| Match | Date match  | Équipe      | Score     | Meilleur marqueur      | Meilleur rebondeur  | Meilleur passeur      | Lieux            | Série |
| ----- | ----------- | ----------- | --------- | ---------------------- | ------------------- | --------------------- | ---------------- | ----- |
| 1     | 23 juin     | @ Milwaukee | V 116-113 | Trae Young (48)        | Clint Capela (19)   | Trae Young (11)       | Fiserv Forum     | 1 - 0 |
| 2     | 25 juin     | @ Milwaukee | D 91-125  | Trae Young (15)        | Collins, Capela (8) | Bogdan Bogdanović (4) | Fiserv Forum     | 1 - 1 |
| 3     | 27 juin     | Milwaukee   | D 102-113 | Trae Young (35)        | Clint Capela (11)   | Kevin Huerter (7)     | State Farm Arena | 1 - 2 |
| 4     | 29 juin     | Milwaukee   | V 110-88  | Louis Williams (21)    | Collins, Capela (8) | Louis Williams (8)    | State Farm Arena | 2 - 2 |
| 5     | 1er juillet | @ Milwaukee | D 112-123 | Bogdan Bogdanović (28) | Collins, Capela (8) | Kevin Huerter (7)     | Fiserv Forum     | 2 - 3 |
| 6     | 3 juillet   | Milwaukee   | D 107-118 | Cam Reddish (21)       | John Collins (11)   | Trae Young (9)        | State Farm Arena | 2 - 4 |

### Confrontations en saison régulière
| Conférence Est      | Conférence Est                              | Conférence Est                              | Conférence Est                              | Conférence Est                              | Conférence Ouest                            | Conférence Ouest                            | Conférence Ouest                            |
| Division Atlantique | Division Atlantique                         | Division Atlantique                         | Division Atlantique                         | Division Atlantique                         | Division Nord-Ouest                         | Division Nord-Ouest                         | Division Nord-Ouest                         |
| Équipe              | Domicile                                    | Domicile                                    | Extérieur                                   | Extérieur                                   | Équipe                                      | Domicile                                    | Extérieur                                   |
| ------------------- | ------------------------------------------- | ------------------------------------------- | ------------------------------------------- | ------------------------------------------- | ------------------------------------------- | ------------------------------------------- | ------------------------------------------- |
| Boston              | 127-112                                     |                                             | 122-114                                     | 109-121                                     | Denver                                      | 123-115                                     | 102-126                                     |
| Brooklyn            | 128-132 (OT)                                |                                             | 141-145                                     | 114-96                                      | Minnesota                                   | 108-97                                      | 116-98                                      |
| New York            | 108-113                                     |                                             | 112-123                                     | 127-137 (OT)                                | Oklahoma City                               | 116-96                                      | 109-118                                     |
| Philadelphie        | 112-94                                      |                                             | 83-127                                      | 104-126                                     | Portland                                    | 123-114                                     | 106-112                                     |
| Toronto             | 132-121                                     |                                             | 121-120                                     | 108-103                                     | Utah                                        | 91-112                                      | 92-116                                      |
|                     | 3-2                                         | 3-2                                         | 4-6                                         | 4-6                                         |                                             | 4-1                                         | 1-4                                         |
| Division            | 7-8                                         | 7-8                                         | 7-8                                         | 7-8                                         | Division                                    | 5-5                                         | 5-5                                         |
| Division Centrale   | Division Centrale                           | Division Centrale                           | Division Centrale                           | Division Centrale                           | Division Pacifique                          | Division Pacifique                          | Division Pacifique                          |
| Équipe              | Domicile                                    | Domicile                                    | Extérieur                                   | Extérieur                                   | Équipe                                      | Domicile                                    | Extérieur                                   |
| Chicago             | 120-108                                     | 108-97                                      | 124-104                                     |                                             | Golden State                                | 117-111                                     | 124-108                                     |
| Cleveland           | 91-96                                       | 100-82                                      | 111-112                                     |                                             | L.A. Clippers                               | 108-99                                      | 110-119                                     |
| Detroit             | 128-120                                     | 123-115 (OT)                                | 86-100                                      |                                             | L.A. Lakers                                 | 99-197                                      | 99-94                                       |
| Indiana             | 113-125                                     | 129-117                                     | 126-133                                     |                                             | Phoenix                                     | 135-103                                     | 110-117                                     |
| Milwaukee           | 109-120                                     | 111-104                                     | 115-129                                     |                                             | Sacramento                                  | 121-106                                     | 108-110                                     |
|                     | 7-3                                         | 7-3                                         | 1-4                                         | 1-4                                         |                                             | 4-1                                         | 2-3                                         |
| Division            | 8-7                                         | 8-7                                         | 8-7                                         | 8-7                                         | Division                                    | 6-4                                         | 6-4                                         |
| Division Sud-Est    | Division Sud-Est                            | Division Sud-Est                            | Division Sud-Est                            | Division Sud-Est                            | Division Sud-Ouest                          | Division Sud-Ouest                          | Division Sud-Ouest                          |
| Équipe              | Domicile                                    | Domicile                                    | Extérieur                                   | Extérieur                                   | Équipe                                      | Domicile                                    | Extérieur                                   |
|                     |                                             |                                             |                                             |                                             | Dallas                                      | 116-122                                     | 117-118                                     |
| Charlotte           | 94-102                                      |                                             | 105-113                                     | 105-101                                     | Houston                                     | 124-95                                      | 119-107                                     |
| Miami               | 118-103                                     |                                             | 99-109                                      | 94-80                                       | Memphis                                     | 113-131                                     | 122-112                                     |
| Orlando             | 112-96                                      | 116-93                                      | 115-112                                     |                                             | New Orleans                                 | 123-107                                     | 126-103                                     |
| Washington          | 125-124                                     | 120-116                                     | 116-100                                     |                                             | San Antonio                                 | 114-125                                     | 134-129 (2OT)                               |
|                     | 5-1                                         | 5-1                                         | 4-2                                         | 4-2                                         |                                             | 2-3                                         | 4-1                                         |
| Division            | 9-3                                         | 9-3                                         | 9-3                                         | 9-3                                         | Division                                    | 6-4                                         | 6-4                                         |
| Conférence          | 24-18 (Domicile : 15-6; Extérieur : 9-12)   | 24-18 (Domicile : 15-6; Extérieur : 9-12)   | 24-18 (Domicile : 15-6; Extérieur : 9-12)   | 24-18 (Domicile : 15-6; Extérieur : 9-12)   | Conférence                                  | 17-13 (Domicile : 10-5; Extérieur : 7-8)    | 17-13 (Domicile : 10-5; Extérieur : 7-8)    |
| Total               | 41-31 (Domicile : 25-11; Extérieur : 16-20) | 41-31 (Domicile : 25-11; Extérieur : 16-20) | 41-31 (Domicile : 25-11; Extérieur : 16-20) | 41-31 (Domicile : 25-11; Extérieur : 16-20) | 41-31 (Domicile : 25-11; Extérieur : 16-20) | 41-31 (Domicile : 25-11; Extérieur : 16-20) | 41-31 (Domicile : 25-11; Extérieur : 16-20) |

## Classements
| Conférence Est | Conférence Est             | Conférence Est | Conférence Est | Conférence Est | Conférence Est | Conférence Est | Conférence Est |
| No             | Franchise                  | Vic.           | Déf.           | MJ             | V/D            | GB             |                |
| -------------- | -------------------------- | -------------- | -------------- | -------------- | -------------- | -------------- | -------------- |
| 1              | c - 76ers de Philadelphie* | 49             | 23             | 72             | .681           | –              |                |
| 2              | x - Nets de Brooklyn       | 48             | 24             | 72             | .667           | 1              |                |
| 3              | y - Bucks de Milwaukee*    | 46             | 26             | 72             | .639           | 3              |                |
| 4              | x - Knicks de New York     | 41             | 31             | 72             | .569           | 8              |                |
| 5              | y - Hawks d'Atlanta*       | 41             | 31             | 72             | .569           | 8              |                |
| 6              | x - Heat de Miami          | 40             | 32             | 72             | .556           | 9              |                |
|                |                            |                |                |                |                |                |                |
| 7              | x - Celtics de Boston      | 36             | 36             | 72             | .500           | 13             |                |
| 8              | x - Wizards de Washington  | 34             | 38             | 72             | .472           | 15             |                |
| 9              | o - Pacers de l'Indiana    | 34             | 38             | 72             | .472           | 15             |                |
| 10             | o - Hornets de Charlotte   | 33             | 39             | 72             | .458           | 16             |                |
|                |                            |                |                |                |                |                |                |
| 11             | o - Bulls de Chicago       | 31             | 41             | 72             | .431           | 18             |                |
| 12             | o - Raptors de Toronto     | 27             | 45             | 72             | .375           | 22             |                |
| 13             | o - Cavaliers de Cleveland | 22             | 50             | 72             | .306           | 27             |                |
| 14             | o - Magic d'Orlando        | 21             | 51             | 72             | .292           | 28             |                |
| 15             | o - Pistons de Détroit     | 20             | 52             | 72             | .278           | 29             |                |

| Division Sud-Est          | V  | D  | MJ | V/D  | GB | Dom   | Ext   | Div |
| ------------------------- | -- | -- | -- | ---- | -- | ----- | ----- | --- |
| y - Hawks d'Atlanta       | 41 | 31 | 72 | .569 | –  | 25–11 | 16–20 | 9–3 |
| x - Heat de Miami         | 40 | 32 | 72 | .556 | 1  | 21–15 | 19–17 | 6–6 |
| x - Wizards de Washington | 34 | 38 | 72 | .472 | 7  | 19–17 | 15–21 | 3–9 |
| o - Hornets de Charlotte  | 33 | 39 | 72 | .458 | 8  | 18–18 | 15–21 | 8–4 |
| o - Magic d'Orlando       | 21 | 51 | 72 | .292 | 20 | 11–25 | 10–26 | 4–8 |

## Effectif

### Effectif actuel
| Hawks d'Atlanta Effectif en fin de saison régulière            |    |                        |                        |                         |
| Entraîneur : Nate McMillan (intérim)                           |    |                        |                        |                         |
| Arrière / Ailier                                               | 13 | Drapeau de la Serbie   | Bogdan Bogdanovic      | Fenerbahçe SK           |
| Pivot                                                          | 15 | Drapeau de la Suisse   | Clint Capela           | Chalon-sur-Saône        |
| Ailier fort / Pivot                                            | 20 | Drapeau des États-Unis | John Collins           | Wake Forest             |
| Meneur / Arrière                                               | 32 | Drapeau des États-Unis | Kris Dunn              | Providence              |
| Pivot                                                          | 24 | Drapeau de l'Angola    | Bruno Fernando         | Maryland                |
| Ailier / Ailier fort                                           | 8  | Drapeau de l'Italie    | Danilo Gallinari       | Olimpia Milan           |
| Meneur                                                         | 0  | Drapeau des États-Unis | Brandon Goodwin        | Florida Gulf Coast (en) |
| Ailier / Ailier fort                                           | 18 | Drapeau des États-Unis | Solomon Hill           | Arizona                 |
| Arrière                                                        | 3  | Drapeau des États-Unis | Kevin Huerter          | Maryland                |
| Ailier                                                         | 12 | Drapeau des États-Unis | De'Andre Hunter        | Virginia                |
| Ailier fort / Pivot                                            | 1  | Drapeau des États-Unis | Nathan Knight (R) (TW) | William & Mary          |
| Meneur / Arrière                                               | 4  | Drapeau des États-Unis | Skylar Mays (R) (TW)   | LSU                     |
| Pivot                                                          | 17 | /                      | Onyeka Okongwu (R)     | USC                     |
| Arrière / Ailier                                               | 22 | Drapeau des États-Unis | Cam Reddish            | Duke                    |
| Arrière / Ailier                                               | 19 | Drapeau des États-Unis | Tony Snell             | New Mexico              |
| Meneur / Arrière                                               | 23 | Drapeau des États-Unis | Lou Williams           | South Gwinnett HS       |
| Meneur                                                         | 11 | Drapeau des États-Unis | Trae Young             | Oklahoma                |
| (C) - Capitaine, (R) - Rookie, (TW) - Two-way contract, Blessé |    |                        |                        |                         |

## Récompenses durant la saison
| Date            | Joueur          | Récompense                                   |
| --------------- | --------------- | -------------------------------------------- |
| 2 mars          | De'Andre Hunter | ☆ Rising Stars Challenge - Team USA ☆        |
| Mars            | Nate McMillan   | Entraîneur du mois dans la Conférence Est.   |
| 10 mai - 16 mai | Trae Young      | Joueur de la semaine dans la Conférence Est. |

## Transactions

### Changement d’entraîneur
| Date     | Ancien entraîneur | Raison départ | Date de signature | Nouvel entraîneur       | Provenance                                     |
| -------- | ----------------- | ------------- | ----------------- | ----------------------- | ---------------------------------------------- |
| 1er mars | Lloyd Pierce      | Licencié      | 1er mars          | Nate McMillan (intérim) | Hawks d'Atlanta (Entraîneur adjoint 2020-2021) |

### Options dans les contrats
| Date       | Joueur          | Option                                                                                  |
| ---------- | --------------- | --------------------------------------------------------------------------------------- |
| 19/11/2020 | DeAndre' Bembry | Atlanta refuse de prolonger la "Qualifying Offer". DeAndre' Bembry devient agent libre. |
| 19/11/2020 | Damian Jones    | Atlanta refuse de prolonger la "Qualifying Offer". Damian Jones devient agent libre.    |
| 19/11/2020 | Skal Labissière | Atlanta refuse de prolonger la "Qualifying Offer". Skal Labissière devient agent libre. |
| 22/11/2020 | Charlie Brown   | Atlanta refuse de prolonger la "Qualifying Offer". Charlie Brown devient agent libre.   |
| 21/12/2020 | Kevin Huerter   | Atlanta active son option d'équipe de 4 253 357 $ pour la saison 2021-2022.             |
| 21/12/2020 | De'Andre Hunter | Atlanta active son option d'équipe de 7 775 400 $ pour la saison 2021-2022.             |
| 21/12/2020 | Cam Reddish     | Atlanta active son option d'équipe de 4 670 160 $ pour la saison 2021-2022.             |
| 21/12/2020 | Trae Young      | Atlanta active son option d'équipe de 8 326 471 $ pour la saison 2021-2022.             |

### Échanges
| Novembre    | Novembre | Novembre                                                            | Novembre |
| ----------- | --- | ------------------------------------------------------------------- | -------- |
| 20 novembre | Vers les Hawks d'Atlanta - Tony Snell - Khyri Thomas                                                                                  | Vers les Pistons de Détroit - Dewayne Dedmon                        | [ 16 ]   |
| 24 novembre | Vers les Hawks d'Atlanta - Danilo Gallinari (Sign and trade) - Compensation financière                                                | Vers le Thunder d'Oklahoma City - Second tour de draft 2025 protégé | [ 3 ]    |
| Mars        | |                                                                     |          |
| 25 mars     | Vers les Hawks d'Atlanta - Lou Williams - Second tour de draft 2023 de Portland - Second tour de draft 2027 - Compensation financière | Vers les Clippers de Los Angeles - Rajon Rondo                      | [ 17 ]   |

### Arrivées

#### Draft
| Date       | Joueur              | Provenance           |
| ---------- | ------------------- | -------------------- |
| 24/11/2020 | Onyeka Okongwu (#6) | Trojans d'USC (NCAA) |

#### Agents libres
| Date       | Joueur                            | Provenance              | Contrat                                      |
| ---------- | --------------------------------- | ----------------------- | -------------------------------------------- |
| 23/11/2020 | Rajon Rondo                       | Lakers de Los Angeles   | Contrat de 15 000 000 $ sur 2 ans.           |
| 24/11/2020 | Bogdan Bogdanović                 | Kings de Sacramento     | Contrat de 72 000 000 $ sur 4 ans.           |
| 24/11/2020 | Danilo Gallinari (Sign and trade) | Thunder d'Oklahoma City | Contrat de 61 425 000 $ sur 3 ans.           |
| 25/11/2020 | Solomon Hill                      | Heat de Miami           | Contrat non-garanti de 2 174 318 $ sur 1 an. |
| 28/11/2020 | Kris Dunn                         | Bulls de Chicago        | Contrat de 10 000 000 $ sur 2 ans.           |

#### Two-way contracts
| Date       | Joueur            | Provenance                     |
| ---------- | ----------------- | ------------------------------ |
| 24/11/2020 | Nathan Knight     | Tribe de William & Mary (NCAA) |
| 24/11/2020 | Skylar Mays (#50) | Tigers de LSU (NCAA)           |

### Départs

#### Agents libres
| Date       | Joueur                      | Nouvelle équipe ¹         |
| ---------- | --------------------------- | ------------------------- |
| 25/06/2020 | Vince Carter                | Retraite                  |
| 29/11/2020 | DeAndre' Bembry (Restreint) | Raptors de Toronto        |
| 30/11/2020 | Damian Jones (Restreint)    | Suns de Phoenix           |
| 30/11/2020 | Jeff Teague                 | Celtics de Boston         |
| 03/12/2020 | Treveon Graham              | Bucks de Milwaukee        |
| 09/12/2020 | Skal Labissière             | Knicks de New York        |
| 11/12/2020 | Charlie Brown               | Timberwolves du Minnesota |
| 11/12/2020 | Khyri Thomas                | Spurs de San Antonio      |

#### Joueurs coupés
| Date       | Joueur       | Nouvelle équipe ¹    |
| ---------- | ------------ | -------------------- |
| 20/11/2020 | Khyri Thomas | Spurs de San Antonio |